# شهرستان سوچون
شهرستان سوچون (به کره‌ای: 서천군) یک شهرستان در استان چونگچونگ جنوبی، کره جنوبی است. این شهرستان به خاطر غذاهای دریایی و موقعیت مکانی‌اش در نزدیکی دهانه رودخانه گوم مشهور است. شهرستان سوچون ۳۶۳٫۴۰ کیلومتر مربع مساحت و ۶۷٫۶۵۱ نفر جمعیت دارد.